# Bad Saarow
Bad Saarow (dolnolužickosrbsky Zarow; do roku 2002: Bad Saarow-Pieskow) je město v německé spolkové zemi Braniborsko. Je správním sídlem úřadu Scharmützelsee, který zahrnuje čtyři další obce. Bad Saarow je dnes s asi 6000 obyvateli největším městem u jezera Scharmützelsee.

## Lázeňství

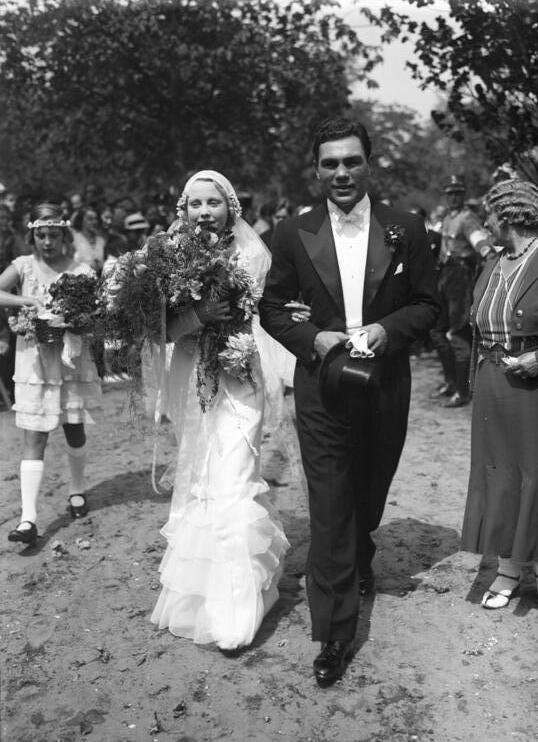
Max Schmeling a Anny Ondráková v roce 1933

Místo je známé svým léčivými termálními prameny a bahnem bohatým na minerály, které bylo používáno na počátku historie místa kolem roku 1900 k léčbě kožních onemocnění. Saarow má od roku 1923 oficiální název „Bad Saarow“. V roce 1998 byla otevřena nová termální lázeň. Bad Saarow byl uznán za město vysoké kvality (německy Qualitäts-Stadt), ale to nezměnilo správní status venkovské komunity. Odpočinek zde dříve hledal i Bertolt Brecht.
V obci se nacházejí termální lázně Saarow a golfový hotel A-Rosa s hřištěm Nick Faldo. Místo je proslulé také konáním mnoha koncertů (festival Film bez hranic).